# 周頤
周頤 (朝鮮語: 주이)，新羅文官，朝鮮氏族尚州周氏先祖。
中国唐朝出生，在唐德宗時期任兵部待郎，786年作為副使被派遣往新羅，任職侍衛府大監、兵部令兼尚州總管而歸化朝鮮 。
其子周璜在唐朝成為翰林学士後，返回新羅任禮部卿。

## 關聯項目
- 尚州周氏